# Malasaña 32
Malasaña 32 es una película española de terror sobrenatural dirigida por Albert Pintó. El guion fue escrito por Ramón Campos, Gema R. Neira, Salvador S. Molina y David Orea. Está protagonizada por Begoña Vargas, Iván Marcos, Beatriz Segura y Sergio Castellanos, entre otros.

## Argumento
En 1976, en plena transición española, Manolo y Candela Olmedo se mudan desde el campo junto con sus tres hijos, Pepe el mayor, que es tartamudo; Amparo de 17 años, el pequeño Rafael, de 5 años, y su abuelo, quien sufre demencia senil, a un apartamento en el centro de Madrid, en el barrio de Malasaña, en el número 32 de la Calle de Manuela Malasaña. Aunque en apariencia lucen como una familia normal, Manolo es en realidad cuñado de Candela y tío de Pepe y Amparo, ya que inició una relación con su cuñada después que su hermano los abandonara y él asumiera el cuidado de la familia, por lo que deben esforzarse en mantener oculto a la opinión de la sociedad de la época el hecho de que técnicamente viven en una relación extramarital.
El piso, aunque anticuado, es grande y barato, y tanto Manolo como Candela consiguen inmediatamente trabajo en la nueva ciudad: ella en una tienda de ropa y él en una fábrica de vehículos; en cambio, los tres niños se quedan en casa. Desde la primera noche allí, suceden pequeños sucesos sobrenaturales imperceptibles hasta una mañana, mientras Rafael está solo en casa, la televisión se enciende y una marioneta con forma de anciana le habla directamente a Rafael pidiéndole que juegue con ella y finalmente lo atrapa y hace desaparecer.
Cuando Amparo regresa de buscar a su abuelo extraviado y no encuentra a su hermanito, llama a sus padres y a la policía, quienes no hacen mucho esfuerzo en la búsqueda ni aportan resultados. Mientras tanto Amparo, quien tuvo que dejar a su novio al mudarse, comienza a tener náuseas continuas, hasta que un día nota la huella de una mano extraña en su vientre.
Mientras tanto Pepe, que no encuentra trabajo porque lo discriminan por su tartamudez, en su primer día en la casa se fija en una nota, colgada en el tendedero que comunica con el departamento de enfrente una nota que dice "Yo soy Clara", por lo que escribe como respuesta "Soy Pepe" y la envía a la ventana opuesta, donde se asoma una atractiva muchacha que de inmediato se esconde y le escribe "Te he estado esperando". Una tarde, Pepe baja al sótano de donde provienen los ruidos y en la oscuridad unos brazos sobrenaturales lo sujetan, por lo que huye aterrorizado.
Amparo un día escucha los gritos de un niño desde el auricular del teléfono: al darse cuenta de que Rafael está encerrado en algún lugar, rompe el cristal del péndulo de un reloj del departamento vecino y encuentra dentro a su hermano, quien ha perdido la capacidad de hablar por el trauma. Finalmente los padres Manolo y Candela también notan la terrible presencia que acecha en la casa, una anciana de larga cabellera blanca, tullida y vestida con una bata blanca de fantasma, la familia decide irse de casa para alojarse temporalmente en un hotel barato.
Candela luego decide ir a casa de una clienta, Lola, una niña enferma de esclerosis múltiple y confinada a una silla de ruedas y su anciana madre, que asegura que su hija puede ver presencias que ellas no notan, para pedirles que "exorcicen" su apartamento.
Amparo decide investigar por su cuenta la identidad de alguien que podría tener que ver con la presencia en la casa y de la que se enteró al encontrar una nota con la inscripción "Susana 10123". Tras ubicar su domicilio, resulta ser una anciana quien finalmente le cuenta la verdad sobre la presencia. En su infancia y adolescencia, Susana vivía en el edificio junto a sus padres y su hermano Miguel, quien a medida que crecía comenzó a identificarse como una mujer, vistiendo ropa femenina, sosteniendo relaciones con varones  y adoptando el nombre de Clara. Su familia, viendo esto como una aberración, la mantuvieron oculta contra su voluntad y la obligaron a vivir sola en el apartamento hasta su vejez, donde murió hace 4 años en completa soledad, al punto que su cuerpo no fue descubierto hasta mucho tiempo después. Susana, quien no muestra arrepentimiento por los actos de su familia, explica que Clara llegó a obsesionarse con el deseo de ser madre, razón por la que se llevó a Rafael, por quien sin embargo perdió interés al notar que Amparo está embarazada.
Esa noche, Lola y su madre llegan al apartamento de los Olmedo para realizar una ceremonia; en el lugar, la niña es poseída y ataca a la familia. Cuando Lola está a punto de lastimar a Rafael, llega Amparo y habla con Clara señalando cuanto lamenta todo lo que ha tenido que pasar para ser ella misma y le pide que se vaya.
Sin embargo Clara exige que le sea entregado el bebé de Amparo, por lo que la niña decide apuñalar su vientre para matar al feto y expulsarla del lugar. Manolo aprovecha el descuido del fantasma para sujetar el cuerpo de Lola y sacrificarse arrojándose con ella desde el balcón, liberando con ello a su familia.
Tras la pesadilla, Candela, el abuelo, Pepe, Rafael y Amparo, que no perdió al bebé, abandonan definitivamente Malasaña. Sin embargo, en el edificio aún se vislumbran señales de que el fantasma de Clara sigue ahí.

## Reparto
- Begoña Vargas como Amparo Olmedo Jiménez.
- Iván Marcos como Manuel Olmedo Fernández "Manolo".
- Beatriz Segura como Candela Jiménez.
- Sergio Castellanos como José Olmedo Jiménez "Pepe".
- José Luis de Madariaga como Fermín.
- Iván Renedo como Rafael Olmedo Jiménez "Rafita".
- Concha Velasco como Sra. Maruja Dávalos
- Javier Botet como Anciana/Administrador.
- María Ballesteros como Lola.
- Rosa Álvarez como Susana López García.[3]
- Almudena Salort como Clara.

## Producción
En julio de 2019, Warner Bros. España anunció el comienzo del rodaje de una película que se ubicaría en el céntrico barrio madrileño de Universidad, llevando por nombre Malasaña 32. También se publicó un pequeño adelanto de la trama y la primera fotografía oficial. Unos días después comenzó definitivamente el rodaje en el Edificio Montano y otras ubicaciones de Madrid con todo el reparto final. En septiembre de ese mismo año se anunció la trama al completo y se publicó un adelanto oficial de la película. Finalmente, el 17 de enero de 2020 se estrenó la película en España.

## Recepción
Javier Parra de eCartelera opinó acerca de la película que «en su intención por querer copiar el sello de Wan, recrea e imita secuencias y arquetipos de forma un tanto anodina». Además, destacó la actuación de Concha Velasco y su personaje. Por su parte, Pablo Vázquez, de Fotogramas, dijo: «Aunque la historia y su desenlace vuelvan a ser un poco lo de menos, Malasaña 32 da lo que promete con alegre insania y, por ende, merece figurar en ese callejero ténebre donde Elm Street, Amityville, la mansión Belasco o el suburbio californiano de Poltergeist han grabado sus nombres en oro pútrido y sangriento». Por último, Janire Zurbano, de Cinemanía, la comparó con Verónica, de Paco Plaza y concluyó que «no es Verónica, pero, dejando de lado la comparación, es entretenida y efectiva».